# Robert Gustav Siegl
Robert Gustav Siegl, též Robert Siegl starší, příjmení uváděno též jako Siegel (6. června 1834 Šumperk – 9. ledna 1904 Šumperk ), byl rakouský podnikatel a politik německé národnosti z Moravy; poslanec Moravského zemského sněmu.

## Biografie
Patřil do rodiny Sieglů, která náležela v 19. století i v 1. polovině 20. století mezi významné podnikatelské rody v Šumperku. Rod pocházel původně z Libiny. Jeho otcem byl Karl Ignaz Siegl (1802–1889), syn barvíře Johanna Siegla. V podnikání a politice byl aktivní i Robertův bratr Eduard Siegl (1831–1889). Rovněž další bratr Richard Siegl (1837–1898) byl podnikatelem a komunálním politikem v Šumperku. V 60. letech 19. století se v Šumperku uvádí též obchodník Dominik Siegl, zemský poslanec.
Robert Gustav vystudoval nižší reálnou školu v Šumperku a obchodní školu ve Vídni. Nastoupil pak na praxi k firmě Alexander Schöller. Roku 1854 založil spolu s otcem Karlem a bratrem Richardem textilní továrnu. Měl pak významný podíl na jejím rozmachu. Podílel se též na založení první mechanické přádelny v Šumperku a byl majitelem a spoluzakladatelem přádelny lnu ve Vízmberku a Frýdlantu nad Moravicí, jakož i četných cukrovarů na Moravě. V roce 1878 působil jako porotce během Světové výstavy v Paříži. Byl aktivní veřejně a politicky. Od roku 1870 do roku 1894 zasedal v obecním zastupitelstvu v Šumperku a zastával zde post náměstka předsedy místní školní rady. Od roku 1866 byl ředitelem místní spořitelny a působil i jako prezident pojišťovacího textilního spolku založeného roku 1880. Od roku 1890 byl druhým předsedou svazu pro podporu lnářských a textilních zájmů se sídlem v Trutnově (od roku 1894 předsedou pobočky této organizace v Šumperku). Od roku 1887 do roku 1902 zasedal v olomoucké obchodní a živnostenské komoře. Měl titul rytíře francouzského Řádu čestné legie. Získal též Řád Františka Josefa (rytířský kříž).
V 90. letech se zapojil i do vysoké politiky. V doplňovacích zemských volbách v září 1892 byl zvolen na Moravský zemský sněm, za kurii obchodních a živnostenských komor, obvod Olomouc. Mandát zde obhájil v zemských volbách v roce 1896. Na sněmu patřil do klubu Pokrokové strany (tzv. Ústavní strana, liberálně a centralisticky orientovaná, od konce 19. století formálně jako Německá pokroková strana).
Zemřel náhle v lednu 1904 na srdeční mrtvici. V posledních letech před úmrtím byl nemocen a často pobýval na zotavené v jižních krajích. V pátek se ještě cítil bez větších obtíží. V sobotu ráno byl nalezen ve své posteli mrtev.
Synem Roberta Gustava byl Emil Siegl (1860–1939), šumperský průmyslník, jehož syn Robert Siegl mladší (1890–1940) byl v meziválečném období aktivní v sudetoněmeckých průmyslových organizacích a koncem 30. let se angažoval v stranických strukturách SdP a NSDAP.